# Катаев, Семён Исидорович
Ката́ев Семён Иси́дорович (1904—1991), советский учёный и изобретатель в области телевидения и радиоэлектроники, доктор технических наук (1951), профессор (1952), заслуженный деятель науки и техники РСФСР (1968).

## Биография
Мать — Пелагея Алексеевна, донская казачка. Отец — Исидор Петрович, елионский старообрядец, мещанин. Через пять лет после рождения Семёна родители покинули Елионку и переехали в посёлок Сулин (Донбасс). В возрасте 10 лет Семён лишился матери. 1921—1922 годы: комсомол, упорная учеба на рабфаке, затем в Московском высшем техническом училище на электротехническом факультете.
Студентом МВТУ Катаев придумал усилитель всех частот, организовал и возглавил электротехнический кружок, в котором учился В. А. Котельников.
В 1929 г. получил диплом инженера-электрика по радио-специальности и поступил на работу в ВЭИ, где занимался исследованиями под руководством своего учителя — известного советского радиофизика Б. А. Введенского. В этом же году Катаев сделал патентную заявку на «Устройство для электрической телескопии в натуральных цветах» (воспроизводимых последовательно с помощью электронно-лучевой трубки и складывающихся на экране в естественную многокрасочную картину).
24 сентября 1931 года, на 19 дней раньше нашего соотечественника, эмигрировавшего в США, Владимира Зворыкина с его иконоскопом, подал заявку на изобретение и 30 апреля 1933 г. получил Авторское свидетельство СССР № 29.865. Дело в том, что ещё 1923 году Зворыкин подал патентную заявку (US2141059 (A) ― 1938-12-20) на телевидение, осуществляемое полностью на электронном принципе.
В том же 1931 году с помощью своей трубки произвёл передачу первого изображения.
В 1932 г. руководил разработкой вакуумной приёмной трубки с магнитной фокусировкой электронного луча.
В 1933 г. совершенствовал иконоскоп. Запатентовал перенос «электронного изображения» с проводящего фотокатода на диэлектрик (авторское свидетельство от 30 сентября 1933 г. с приоритетом от 20 февраля 1932 г.).
В 1936 г. на несколько месяцев ездил в США для обмена опытом, где встречался со Зворыкиным, подарил ему свою только что вышедшую книгу «Электронно-лучевые телевизионные трубки» (М.: Связьиздат, 1936).
В 1940 г. под редакцией Катаева опубликован фундаментальный труд «Основы телевидения».
В 1944 г. с группой специалистов предложил впервые в мире стандарт телевизионного вещания на 625 строк.
В 1949 г. предложил использовать для теле-вещания Луну в качестве пассивного ретранслятора.
В 1957 г. предложил использовать для передач ТВ на большие расстояния искусственные спутники Земли.
В 1937—1987 гг. работал на основанной им (первоначально — в Инженерно-технической академии связи им. В. Н. Подбельского) кафедре телевидения в Московском электротехническом институте связи, ныне кафедра им. С. И. Катаева.
Умер в 1991 году. Похоронен на Введенском кладбище (29 уч.).